# Christel Dewynter
Christel Dewynter est une monteuse française.

## Biographie
Elle fait des études de cinéma à la Femis, département montage, dont elle sort diplômée en 1999.

## Filmographie (sélection)
- 2008 : Stella de Sylvie Verheyde
- 2009 : Little New York de James DeMonaco
- 2010 : Happy Few d'Antony Cordier
- 2012 : Confession d'un enfant du siècle de Sylvie Verheyde
- 2012 : Adieu Berthe de Bruno Podalydès
- 2014 : Hippocrate de Thomas Lilti
- 2015 : Comme un avion de Bruno Podalydès
- 2015 : Les Souvenirs de Jean-Paul Rouve
- 2016 : Sex Doll de Sylvie Verheyde
- 2016 : Médecin de campagne de Thomas Lilti
- 2017 : Gaspard va au mariage d'Antony Cordier
- 2017 : Ôtez-moi d'un doute de Carine Tardieu
- 2018 : Bécassine ! de Bruno Podalydès
- 2019 :  La Lutte des classes de Michel Leclerc
- 2019 : Alice et le Maire de Nicolas Pariser
- 2020 : Les Deux Alfred de Bruno Podalydès
- 2021 : Madame Claude de Sylvie Verheyde
- 2022 : La Cour de Hafsia Herzi
- 2022 : Les Jeunes Amants de Carine Tardieu
- 2022 : Le Parfum vert de Nicolas Pariser
- 2023 : Wahou ! de Bruno Podalydès
- 2024 : La Petite Vadrouille de Bruno Podalydès

## Distinctions

### Nominations
- César 2015 : César du meilleur montage pour Hippocrate